# Mount Harrington (Ross Dependency)
Mount Harrington ist ein 2550 m hoher Berg in der antarktischen Ross Dependency. In der Quarles Range des Königin-Maud-Gebirges ragt er 6 km nordöstlich des Mount Ruth Gade auf.
Teilnehmer der US-amerikanischen Byrd Antarctic Expedition (1928–1930) kartierten ihn zuerst. Der United States Geological Survey kartierte ihn erneut anhand eigener Vermessungen und Luftaufnahmen der United States Navy aus den Jahren von 1960 bis 1964. Das Advisory Committee on Antarctic Names benannte ihn 1993 nach John R. Harrington, Meteorologe auf der Amundsen-Scott-Südpolstation im antarktischen Winter 1962.